# Grand Prix automobile de Grande-Bretagne 2011
Vous lisez un « article de qualité » labellisé en 2011.
GP précédent GP suivant
Le Grand Prix automobile de Grande-Bretagne 2011 (2011 Formula 1 Santander British Grand Prix), disputé le 10 juillet 2011 sur le circuit de Silverstone, est la 848e épreuve du championnat du monde de Formule 1 courue depuis 1950 et la neuvième manche du championnat 2011. Il s'agit de la soixante-deuxième édition du Grand Prix comptant pour le championnat du monde, la quarante-cinquième disputée à Silverstone.
Après avoir décroché la troisième place sur la grille de départ, le pilote espagnol Fernando Alonso remporte l'épreuve au volant de sa Ferrari. Les deux autres marches du podium sont occupées par les pilotes Red Bull Racing : l'Allemand Sebastian Vettel, leader du championnat du monde, se classe deuxième devant son coéquipier Mark Webber, parti en pole position. Grâce à cette victoire, sa première de la saison, Alonso s'empare de la troisième place du championnat du monde des pilotes avec 112 points. Sa deuxième place permet à Vettel d'accroître son avance en tête du championnat : avec 204 points, il possède 80 longueurs d'avance sur son coéquipier Webber. À la fin du Grand Prix, dix-sept des vingt-cinq pilotes en lice au championnat du monde ont marqué au moins un point.
Chez les constructeurs, Red Bull Racing conserve la tête du championnat avec 328 points, loin devant McLaren (218) et Ferrari (164). À l'issue de la course, neuf des douze écuries engagées au championnat ont inscrit au moins un point, Lotus, Virgin et HRT n'étant toujours pas parvenues à débloquer leur compteur.

## Contexte avant le Grand Prix

### Choix du nouveau moteur pour les prochaines années

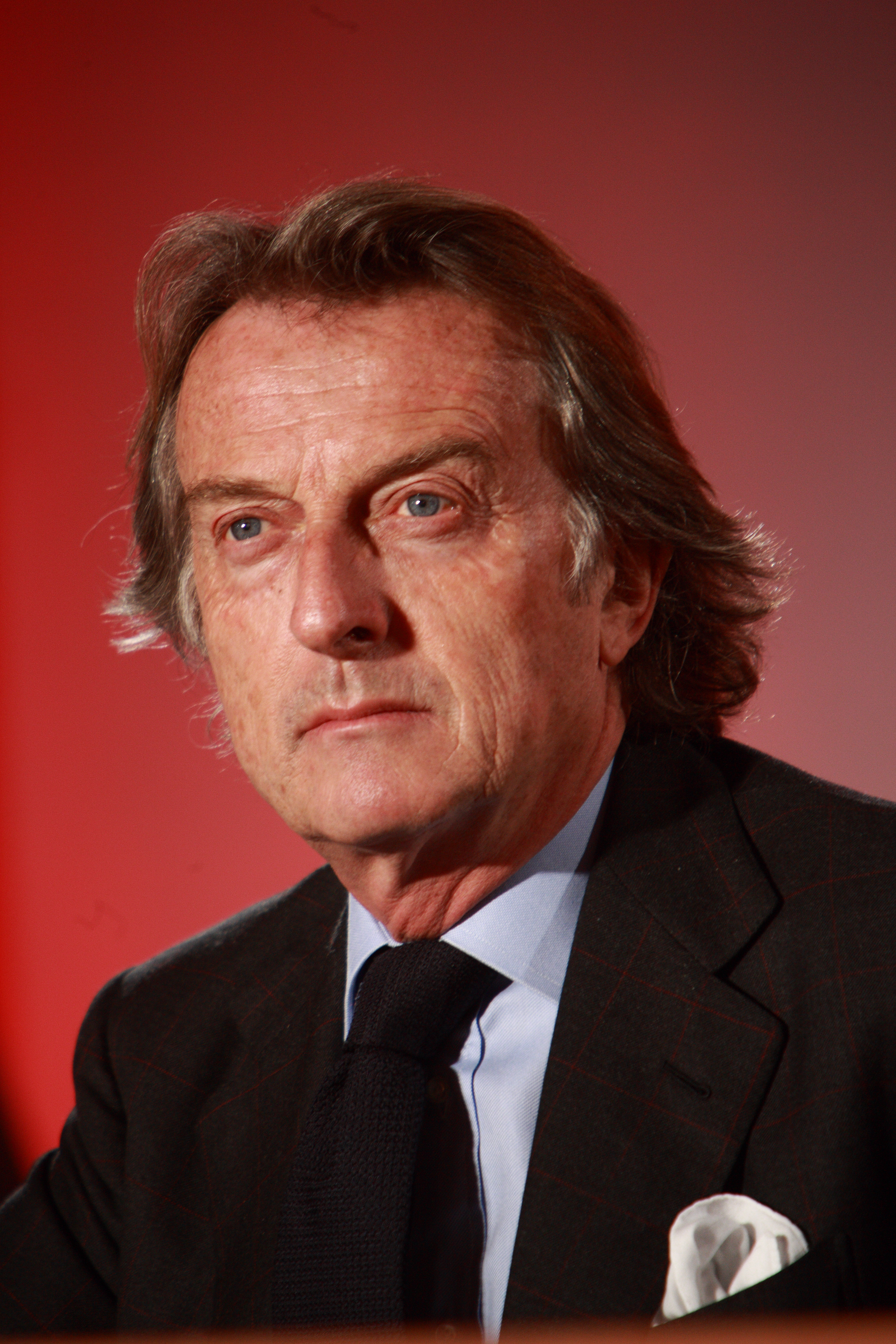
Luca Cordero di Montezemolo, président de Ferrari et Fiat, se réjouit de la décision de la FIA d'introduire des moteurs V6 turbo en 2014.

Le Conseil Mondial du Sport Automobile de la FIA confirme le 29 juin 2011 l'introduction du moteur V6 turbocompressé à partir de la saison 2014. Le projet initial d'un moteur turbo de quatre cylindres en ligne, prévu pour 2013, est donc définitivement enterré. La FIA n'a pas encore confirmé le régime moteur qui devrait toutefois être fixé à 15 000 tours par minute : « Après un vote par fax de ses membres, le Conseil Mondial du Sport Automobile a ratifié la réglementation moteur récemment élaborée en concertation avec les principaux acteurs de la Formule 1. Le nouveau moteur sera un V6 turbo de 1,6 litre utilisant des systèmes de récupération d'énergie. Cette nouvelle formule entrera en vigueur au début de la saison 2014 du championnat du monde de Formule 1 de la FIA. »
Luca di Montezemolo, président de Ferrari et de Fiat, salue l'introduction des V6 turbo en Formule 1 à partir de 2014. Ferrari était vivement opposée à l'arrivée du moteur turbo de quatre cylindres en ligne, initialement prévue pour 2013. Le président de la Scuderia Ferrari estime donc que ce changement de motorisation est bon pour la Formule 1 : « Je serai en Formule 1 tant que la F1 représentera pour nous le centre de recherche le plus important. La décision prise au sujet du V6 est importante car le V6 turbo est bon pour le futur, pas seulement pour Ferrari mais aussi pour Mercedes et les autres. »
Au contraire, Craig Pollock, qui a basé tout son projet « PURE » (Propulsion Universelle et Récupération d'Énergie) sur le développement d'un nouveau moteur à quatre cylindres, se dit très déçu du changement de réglementation. Toutefois, l'arrivée du V6 turbo ne sonne pas pour autant la fin de son projet : « Je suis très déçu mais certains ont exercé énormément de pression sur les personnes clefs qui régissent ce sport. Imaginez-vous dans ce genre de situation, que feriez-vous ? Soit vous perdiez Renault, soit vous perdiez Mercedes, c'était la menace. La décision prise est un compromis et tout le monde prétend être content de cette solution mais le fait est que cela reste toujours un compromis. Je ne pense pas que cela fait vraiment du bien à la Formule 1. Je pense au contraire que cela montre toutes les faiblesses de ce sport. En ce qui nous concerne, nous sommes déjà bien avancés dans ce projet. Globalement, vous avez une première phase où vous devez analyser tout ce dont vous avez besoin. Heureusement, fort heureusement, nous pourrons probablement récupérer une grande partie des technologies qui étaient destinées au moteur à quatre cylindres et les utiliser pour le V6. »
Jean-François Caubet, directeur général de Renault Sport F1 annonce, à la suite de la décision de la FIA, que les prochains contrats de motorisation avec les nouveaux blocs V6 turbo porteront sur cinq ans : « Nous avons un engagement à long terme à présent. Même s'il est trop tôt pour signer les contrats pour 2014, ils s'étendront sur cinq ans. Nous sommes donc contents d'être en F1, et nous sommes très heureux d'avoir un championnat de Formule 1 assez stable maintenant. »

### Contrat de fourniture moteur Renault pour Williams dès 2012
Renault Sport F1 et Williams F1 Team officialisent le 4 juillet un partenariat châssis-moteur de longue durée à partir de 2012. Le département F1 de Renault équipera Williams de ses blocs moteurs V8 pour les saisons 2012 et 2013. Outre la fourniture de moteurs, le partenariat comprend d'autres liens commerciaux et marketing, avec une possibilité de prolongation après l'introduction du moteur V6 turbo en 2014,.
Bernard Rey, président de Renault Sport F1, déclare : « Renault reste en Formule 1 pour réussir d'une manière rentable et le partenariat avec Williams possède un réel potentiel pour venir compléter les bons résultats que nous avons obtenus ces dernières années avec nos trois autres équipes partenaires. Williams a récemment pris plusieurs mesures importantes, tant commercialement que techniquement, pour mettre à jour son mode opérationnel et nous pensons que ce partenariat est une nouvelle étape importante dans l'application de son plan de rigueur. Il confirme combien l'équipe est déterminée à obtenir des résultats, ce qui correspond parfaitement à nos propres objectifs. À partir de 2012, le fait que nous aurons quatre partenaires nous positionne devant les autres motoristes en termes de part de marché mais hors piste cela nous permettra également d'utiliser plus largement la F1 comme une plateforme marketing pour le Groupe Renault, afin d'essayer d'apporter un peu de cette association à nos fans et clients du monde entier. Il y a aussi une grande fierté à faire revivre le nom de Williams-Renault. Ensemble, nous avons produit des voitures de course reconnues pour leur innovation technique et cela reste toujours la période la plus fructueuse de Renault en F1 à ce jour. C’est une opportunité extrêmement exaltante, pour les deux entités Renault et Williams. »
Frank Williams, patron de Williams, ajoute : « Nous sommes ravis et enthousiasmés par notre nouveau partenariat avec Renault. Cela lie notre équipe avec un constructeur automobile leader et complète notre nouvelle relation avec Jaguar. Dans le même temps, nous sommes reconnaissants envers Cosworth, un partenaire loyal et fiable à la fois sur la piste et en dehors pendant ces deux dernières années et nous sommes impatients de retravailler avec eux à l'avenir dans l'une ou l'autre de nos activités. Notre relation précédente avec Renault a été l'une des plus réussies dans l'histoire de Williams mais nous ne voulons pas trop nous attarder sur le passé. Nous devons regarder vers l'avenir et continuer à reconstruire notre réputation sur la piste. »

### Sauvetage du Grand Prix d'Austin

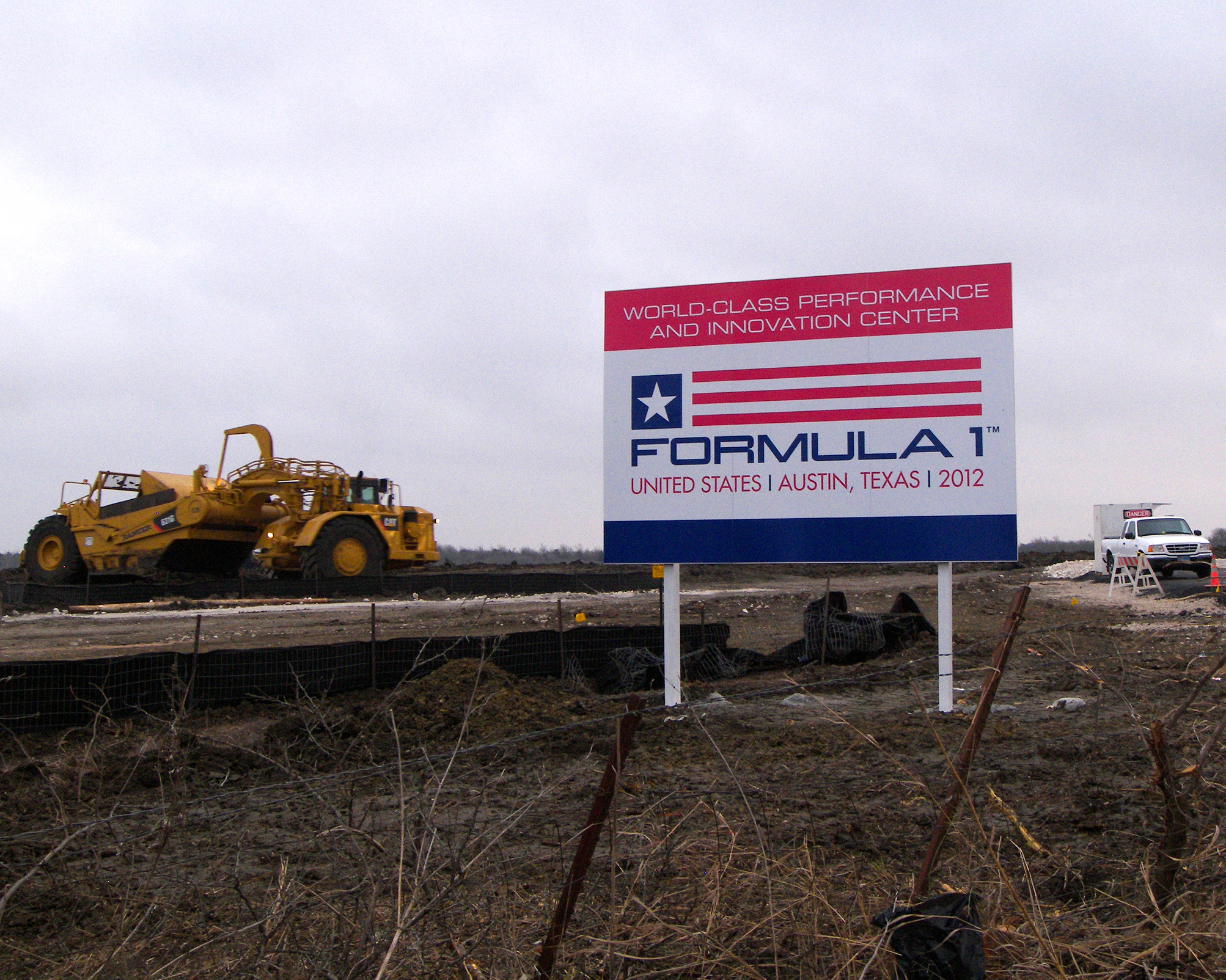
Le chantier du circuit d'Austin qui doit accueillir le Grand Prix des États-Unis en 2012.

Austin doit accueillir son premier Grand Prix des États-Unis en 2012, lors du week-end du 17 juin. Peu après cette annonce, les organisateurs du Grand Prix des États-Unis révèlent, par l'entremise de leur avocat Richard Suttle, que la ville d'Austin a toujours le pouvoir d'annuler la course si elle ne souhaite pas prendre la responsabilité du projet et l'approuver vis-à-vis du gouvernement du Texas. En effet, le conseil municipal d'Austin a découvert qu'en cas d'absence de validation du projet de sa part, les organisateurs ne pourront pas toucher les 25 millions de dollars de subvention de l'état du Texas. Si la ville d'Austin signe, elle devra en outre verser 4 millions de dollars annuels, une somme prise en charge par les organisateurs la première année avant d'être financée par les taxes récoltées par le tourisme lié au circuit les années suivantes.
Un gros risque a donc été pris par les organisateurs : « Il y a effectivement une possibilité réelle, si le processus ne va pas à son terme, que le projet s'arrête et que les mille employés qui travaillent déjà dessus perdent leur emploi. L'événement lui-même pourrait être remis en cause, c'est une possibilité. Ce n'est pas juste un pari, c'est une pleine confiance dans notre ville et dans le fait qu'ils vont réaliser que c'est un bénéfice pour notre communauté et notre région. » déclare Richard Suttle.
La décision du conseil municipal devait impérativement être rendue fin juin afin que les organisateurs puissent verser à Bernie Ecclestone avant fin juillet la somme de 40 millions de dollars nécessaire à l'organisation de la course de 2012. Le 30 juin 2011, le conseil municipal d'Austin approuve le versement de 25 millions de dollars de subsides annuels de la part de l'État texan au futur Grand Prix des États-Unis bien que de nombreux habitants ne comprennent pas pourquoi la ville elle-même devrait débourser une forte somme chaque année. Après un long débat, cinq des sept membres du conseil municipal approuvent le projet, ce qui permet désormais aux organisateurs d'aller de l'avant à un an de leur première course de Formule 1. Un des membres du conseil municipal déclare : « Quand des milliers de personnes du monde entier s'expriment et disent qu'elles veulent venir à Austin et dépenser de l'argent dans notre ville, c’est quelque chose que nous devons prendre en compte. ».

### Pneumatiques

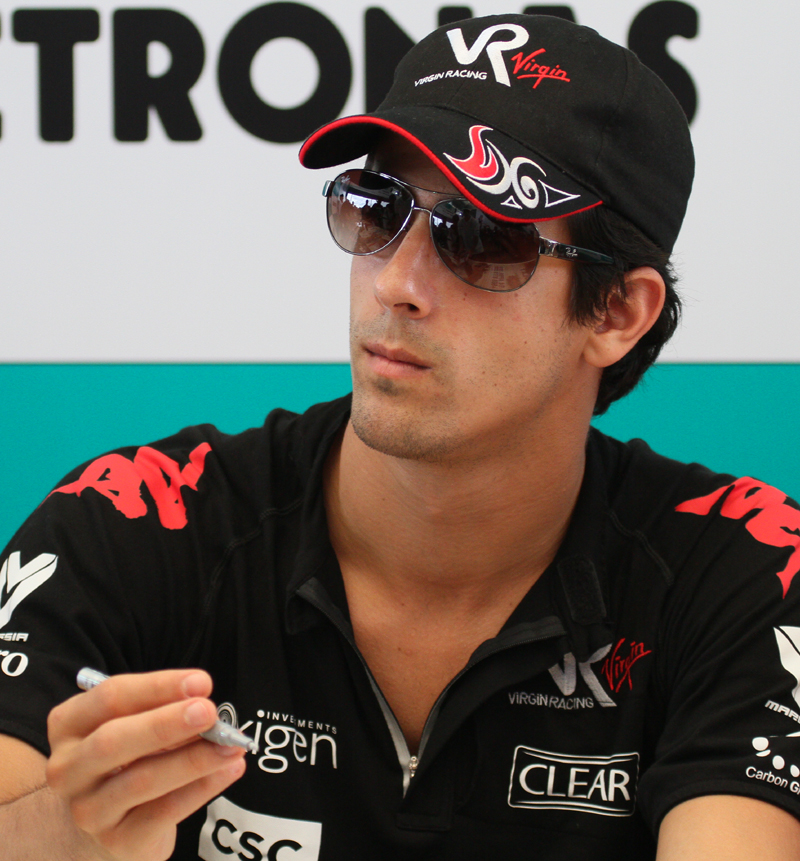
Lucas di Grassi devient pilote d'essais officiel Pirelli pour le développement des pneumatiques.

Pirelli est vertement abordé par Ferrari, la Scuderia indiquant que ses chances de bons résultats seraient compromises si le pneu dur était retenu : la dernière fois que ce type de gomme a été utilisé, lors du Grand Prix d'Espagne, Fernando Alonso avait en effet terminé à un tour du vainqueur Sebastian Vettel. Pirelli ne cède toutefois pas à cette pression et confirme l'utilisation de pneus tendres et durs pour le Grand Prix de Grande-Bretagne : « Il y a eu beaucoup de commentaires au cours des dernières semaines quant au choix pour Silverstone. Nous avons douze équipes avec lesquelles travailler et après avoir introduit le pneu dur à Barcelone, nous voulions saisir l'opportunité de voir la tenue du nouveau pneu medium en conditions de course. Nous l'avons testé à Montréal et il a ensuite été utilisé à Valence. Cela nous a vraiment donné l'opportunité de mieux comprendre la performance de ce nouveau composé. Silverstone est un des circuits les plus exigeants de la saison. Son asphalte a changé à la suite des travaux de modernisation du circuit. Pour un manufacturier de pneus, c'est un des circuits les plus difficiles auxquels nous faisons face cette année, avec Istanbul, la Malaisie, Spa et Monza pour les circuits rapides et puis Suzuka. » déclare Paul Hembery, directeur de Pirelli Motorsport. Il ajoute : « J'ai entendu certains commentaires comme quoi le pneu dur favoriserait certaines équipes disposant de beaucoup plus d'appuis. C'est peut-être vrai ou non mais en tant que manufacturier de pneus nous devons tenir compte de nos intérêts. Cela signifie que dans des conditions difficiles, comme à Silverstone, le pneu dur nous donne la garantie de ne pas rencontrer de problèmes avec le composé. »
D'autre part, Lucas di Grassi, sans volant depuis le début de la saison, devient pilote d'essais officiel Pirelli pour le développement des pneumatiques. Di Grassi a saisi cette opportunité afin de passer le plus de temps possible au volant d'une monoplace de Formule 1. Il s'avoue ravi d'occuper ce rôle : « C'est une bonne opportunité pour moi de passer du temps au volant d'une Formule 1, ce qui est difficile de nos jours avec la réglementation sur les essais. » Paul Hembery se satisfait du travail effectué par le Brésilien : « Une partie significative du développement de nos pneumatiques vient du retour que nous recevons de notre pilote d'essai. Lucas nous a impressionnés, pas seulement par son rythme, qui est vital pour simuler des conditions de course, mais aussi par ses retours techniques avec les ingénieurs. »

### Dans les diverses écuries

#### HRT
Le 4 juillet 2011, Thesan Capital, filiale de Nomura Group, bien que n'ayant pas versé le montant de son acquisition à José Ramon Carabante, devient actionnaire majoritaire de Grupo Investor Hispania, détenteur de l'équipe Hispania Racing F1 Team. Thesan Capital rachète la majorité des parts de José Ramon Carabante et prend le contrôle de l'équipe. Les dirigeants actuellement en place sont, dans un premier temps, annoncés comme maintenus à leur poste,. Toutefois, Thesan Capital procèdera aux premiers licenciements au sein de l'équipe à l'occasion du Grand Prix d'Allemagne : le groupe d'investissement madrilène se sépare de l'ancien propriétaire, José Ramon Carabante, et de son fils,.
D'autre part, HRT est en discussion avancée pour recruter Gary Savage qui viendrait apporter son soutien à Geoff Willis et Jacky Eeckelaert, avec qui il a travaillé chez British American Racing. Si Savage rejoignait l'équipe espagnole, Colin Kolles pourrait être débarqué.
Enfin, à la suite d'une entente avec l'écurie Red Bull Racing, Hispania Racing F1 Team titularise le pilote australien Daniel Ricciardo, pilote d'essais Red Bull et Toro Rosso, lors du Grand Prix de Grande-Bretagne à Silverstone. Red Bull Racing peut ainsi permettre à son troisième pilote d'accumuler sans pression de l'expérience en course,. Ricciardo a profité de problèmes financiers de Narain Karthikeyan pour prendre sa place dans l'équipe espagnole. Les problèmes rencontrés par le pilote indien soutenu par le constructeur Tata Motors ont incité Helmut Marko à prendre contact avec HRT. Red Bull, qui finance la carrière de Ricciardo depuis qu'il a intégré le Red Bull Junior Team, devra payer 250 000 euros par course,.

#### Williams
Williams F1 Team annonce le 28 juin les arrivées de Jason Somerville et Mark Gillan afin de renforcer son département technique après le départ de son directeur technique actuel, Sam Michael, à la fin de l'année. Somerville avait déjà rejoint l'entreprise en 1997 en tant qu'aérodynamicien responsable de la conception et du développement des voitures qui ont remporté les 12 Heures de Sebring et les 24 Heures du Mans 1999 et avait travaillé sur les Williams FW23, Williams FW24 et Williams FW25 avant d'être promu à la tête du département aérodynamique. Il avait ensuite rejoint Toyota F1 Team en tant qu'aérodynamicien en chef adjoint. Après le retrait du constructeur japonais, Somerville avait retrouvé un poste chez Renault F1 Team. Il devient aérodynamicien en chef de l'écurie britannique à compter du 15 août 2011.
Gillan a commencé sa carrière en Formule 1 chez McLaren Racing en 1998 avant de rejoindre Jaguar Racing en 2002 en tant qu'ingénieur en chef pour la course et les essais privés puis Toyota, à la tête du département aérodynamique. Il prend ses fonctions d'ingénieur en chef aux opérations le 1er octobre. Tous deux travailleront sur la voiture actuelle (Williams FW33) mais également sur la future FW34 de 2012 aux côtés de Mike Coughlan, le nouvel ingénieur en chef de l'équipe pressenti pour succéder à Sam Michael.
Franck Williams déclare : « Williams est impatiente de travailler avec Jason et Mark. Ils apporteront leur talent et leur expérience. Nous pensons que Jason, Mark et Mike Coughlan peuvent former le bon management technique pour porter l'équipe vers l'avant. »
Après l'annonce de fourniture de moteurs Renault à Williams, Jean-François Caubet, directeur général de Renault Sport F1, confirme que Williams ne pourra pas tester le moteur français avant la fin de la saison 2011. L'équipe britannique devra attendre les essais privés de février 2012 pour courir avec le V8 de Viry-Châtillon. Jean-François Caubet écarte la possibilité que Williams puisse remplacer le Cosworth par un bloc Renault lors des essais privés pour jeunes pilotes prévus à la fin de la saison 2011.

#### Red Bull Racing
Red Bull Racing envisage de prolonger son partenariat avec Renault Sport F1 au terme de son contrat qui expire à la fin de l'année 2012. Selon Autosport, Red Bull Racing ne verrait pas pourquoi elle devrait changer une formule qui gagne (Sebastian Vettel a remporté six des huit premiers Grands Prix de la saison et possède 77 points d'avance sur son coéquipier Mark Webber), deux ans après avoir convoité le moteur Mercedes-Benz. Helmut Marko, conseiller de Red Bull Racing, déclare ainsi : « Nous avons toujours essayé de nous associer à un grand constructeur. Renault restera notre premier choix pour notre nouveau contrat moteur pour 2013 et au-delà. Les discussions avec Renault avaient déjà très bien progressé quand il était toujours question du turbo de quatre cylindres de 1,6 litre. La prolongation de notre association était proche jusqu'au changement de règlementation. En ce qui concerne le V6 turbo de 2014, nous avons reçu des indications positives de Renault mais nous devons discuter des détails de cette nouvelle situation. »
Red Bull Racing ne pense pas être l'équipe la plus affectée par le changement de réglementation introduit à partir du Grand Prix de Grande-Bretagne. Christian Horner pense que certaines équipes seront plus affectées que la sienne et explique que son écurie n'est pas celle qui a été le plus loin dans le concept du diffuseur soufflé : « C'est un peu une inconnue. C'est le même changement de réglementation pour tout le monde mais l'effet qu'il aura sur les autres équipes est impossible à prédire pour nous. Je ne pense pas que nous avons été aussi loin que les autres tant avec la quantité d'air soufflée qu'avec la position des échappements. […] Lotus Renault GP a construit toute sa monoplace autour de ce système, on pourrait donc penser que ce changement aura un impact plus important pour cette écurie que pour les autres mais il faudra voir la perte nette. »

#### Team Lotus

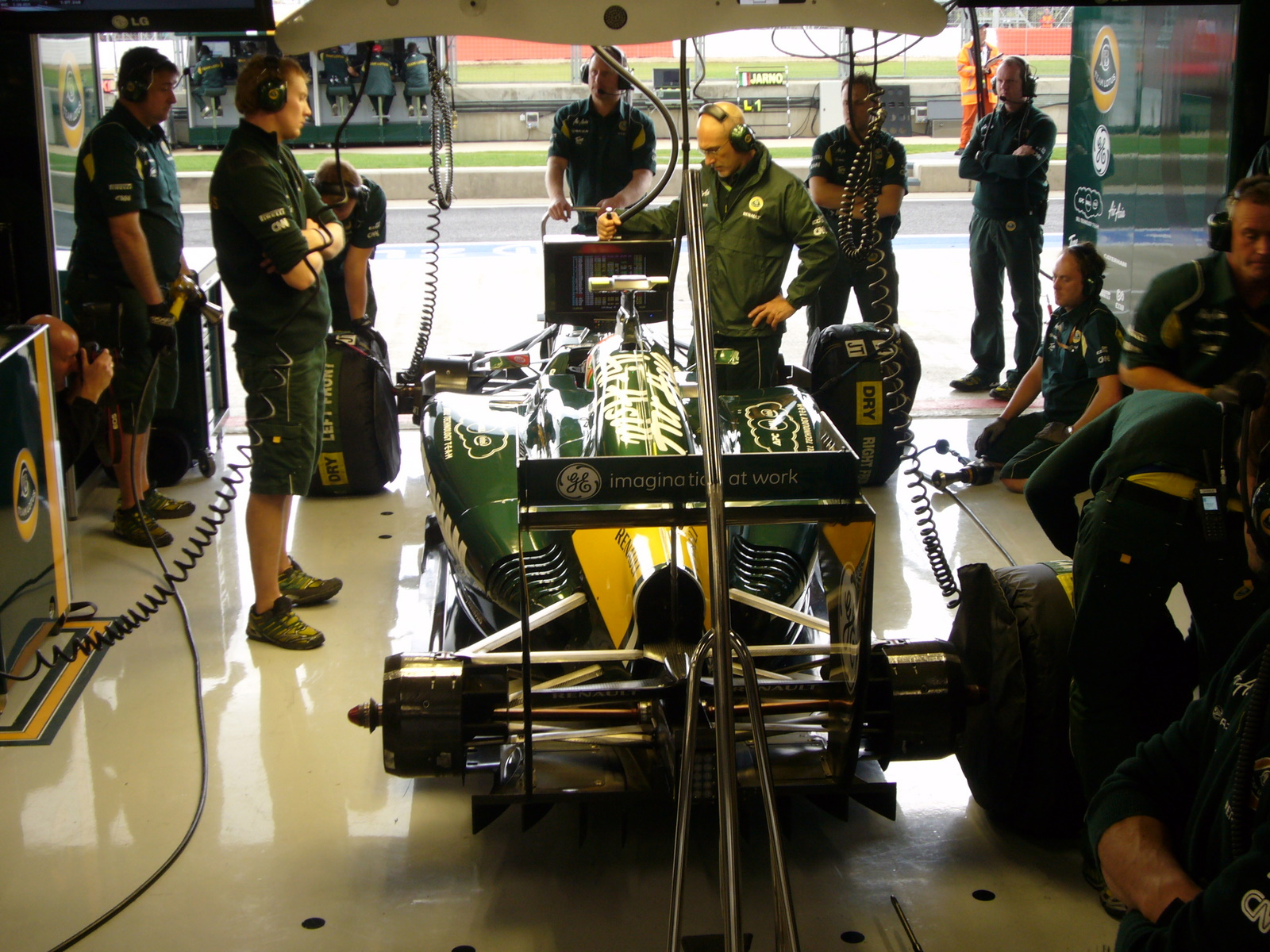
La Lotus T128 arbore le logo de son nouveau partenaire General Electric à Silverstone.

Team Lotus arbore une nouvelle livrée riche de deux nouveaux commanditaires ce week-end à Silverstone : General Electric, une des plus grandes entreprises mondiales, et Caterham. Le constructeur automobile artisanal britannique, récemment racheté par Tony Fernandes, occupe une place prépondérante sur les pontons des monoplaces de l'écurie. Tony Fernandes déclare à cette occasion : « C'est une course importante pour nous. Premièrement en termes de performance car nous voulons continuer à réduire l'écart sur le milieu du peloton et deuxièmement car nous verrons l'arrivée des logos de GE et Caterham sur nos voitures pour la première fois. Prendre la piste avec deux ajouts si importants est un pas en avant très significatif pour nous. Notre partenariat avec GE montre que l'une des entreprises les plus importantes au monde partage notre vision pour l'avenir de notre équipe et nos plans pour Caterham seront bientôt révélés. Notre stratégie à long terme pour Caterham prend forme, nous sommes tous très excités par la direction que nous prenons et je suis sûr que nos fans et nos partenaires le seront également. »

#### Virgin Racing

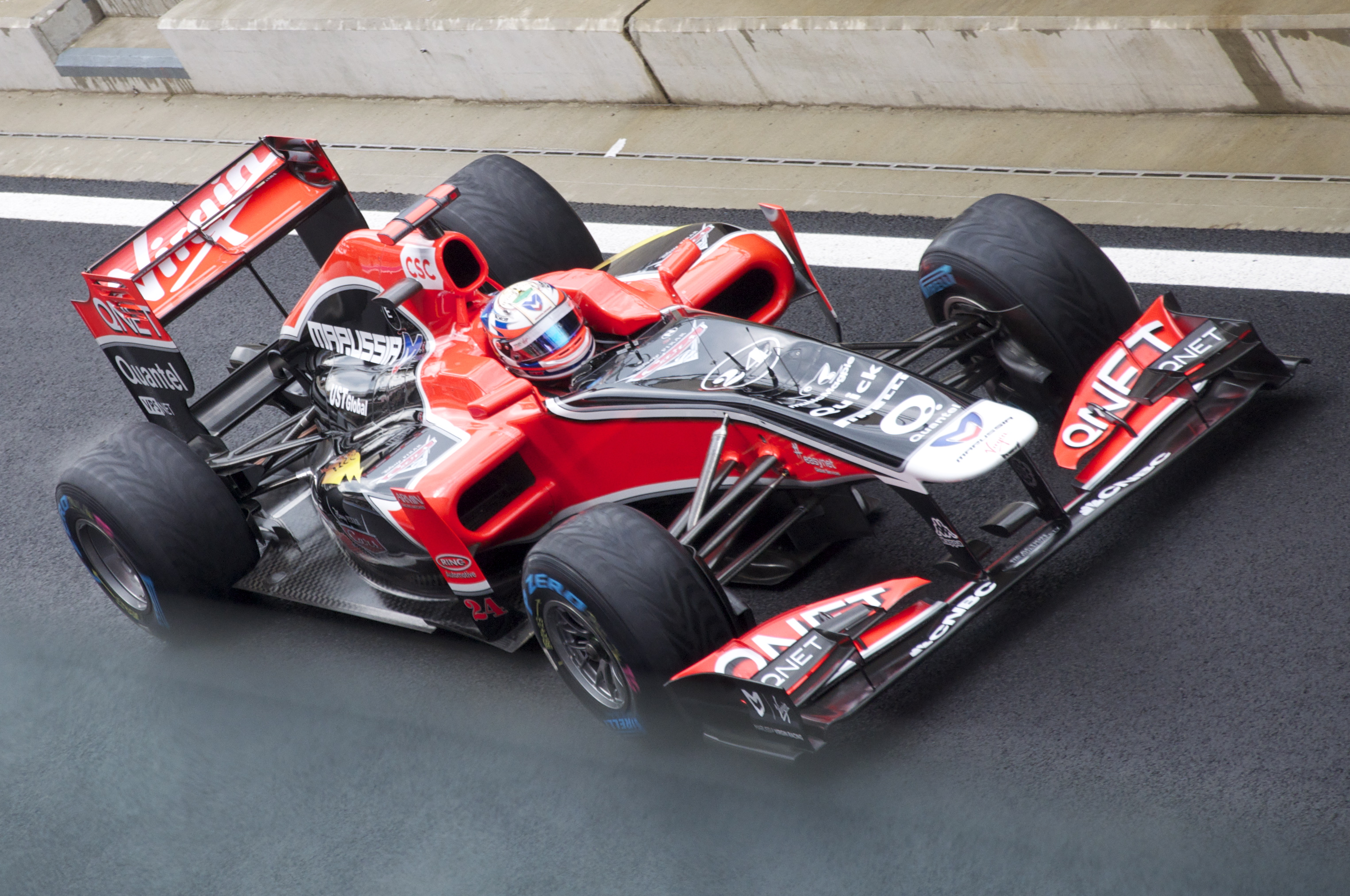
La Virgin MVR-02 à Silverstone.

Marussia Virgin Racing annonce avoir conclu un partenariat technique avec McLaren Racing peu après avoir annoncé le départ de son directeur technique Nick Wirth, jugé responsable des contre-performances de la Virgin MVR-02 : « Bien que Marussia Virgin Racing continue son engagement dans la technologie CFD, afin de progresser au rythme de développement imposé pour atteindre ses objectifs en course, l'équipe va utiliser tous les moyens disponibles pour améliorer l'aérodynamique de ses monoplaces de Formule 1, y compris la soufflerie de McLaren. » Graeme Lowdon, directeur sportif de Virgin Racing, affirme que cet accord permet d'envisager un avenir plus serein pour son équipe : « C'est un vrai signal de notre intention d'être dans le peloton et non à l'arrière, le plus vite possible. Nous voulons pouvoir courir contre les autres. Évidemment, l'objectif principal est la voiture 2012 comme pour la plupart des équipes dans le paddock dorénavant mais cela aura des bénéfices sur la voiture de cette année. Nous voulons continuer à améliorer notre voiture 2011 mais il est clair que les ressources principales sont tournées vers 2012. »
L'écurie aura accès aux installations de McLaren (bancs d'essai, simulateur et soufflerie) et verra également l'arrivée de plusieurs employés de McLaren en renfort. Martin Whitmarsh, directeur principal de McLaren, confirme ce partenariat : « Selon les termes de ce partenariat technique, Marussia Virgin Racing aura accès à la soufflerie, au simulateur, aux bancs d'essai et à la salle de gymnastique de McLaren. Nous pensons que Marussia Virgin Racing pourra en tirer des bénéfices significatifs. » D'autre part, afin de se doter d'une nouvelle base technique, l'équipe a racheté les installations de Wirth Racing Technologies à Banbury, mais envisage de s'installer à Silverstone, non loin de l'usine de Force India.

#### Renault F1 Team

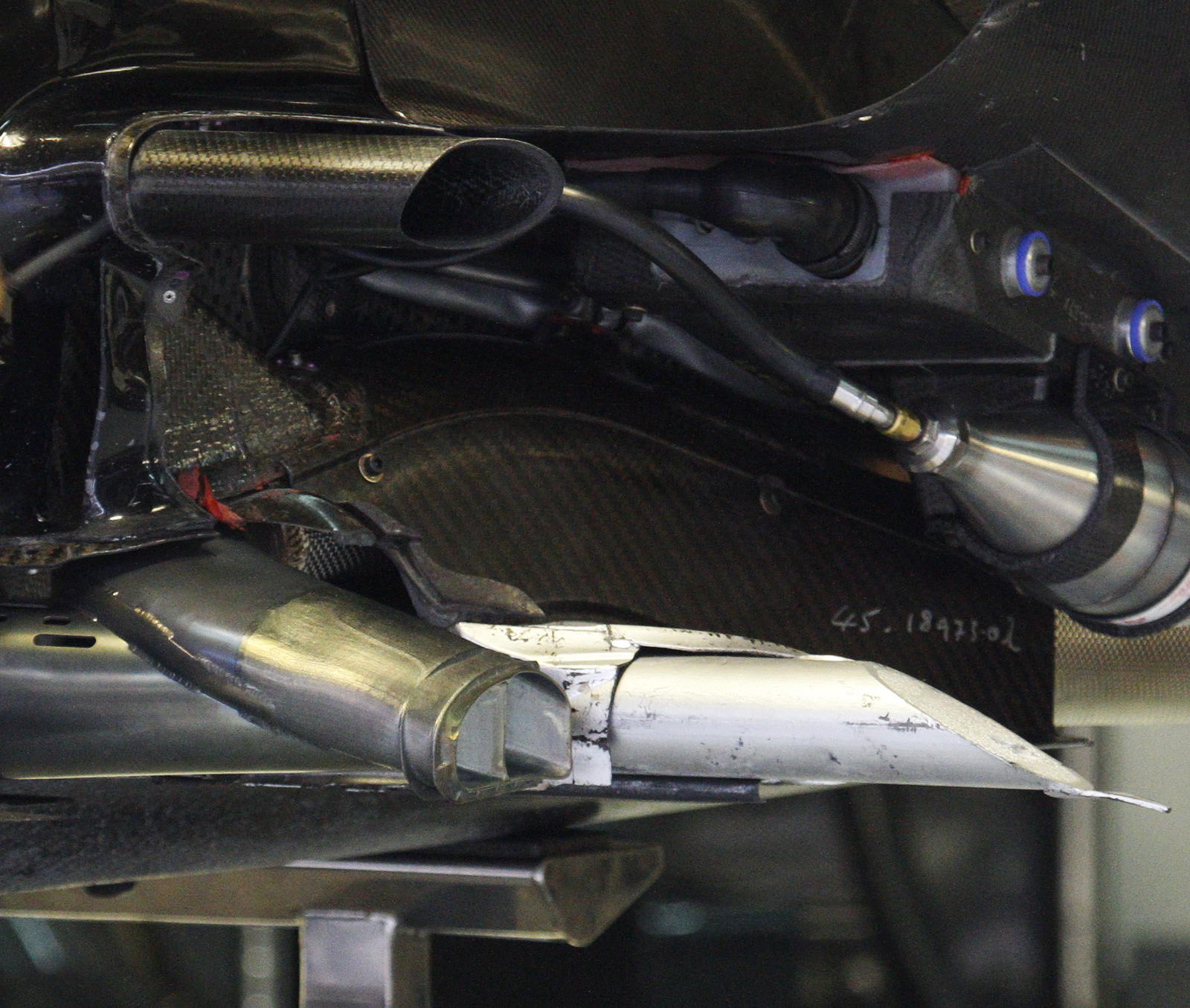
Renault envisage la possibilité de remplacer son système d'échappement inédit débouchant à l'avant des pontons de la R31.

Éric Boullier annonce que Lotus Renault GP serait prête à abandonner les échappements débouchant à l'avant des pontons de la Renault R31 si la monoplace souffrait trop des restrictions concernant les diffuseurs soufflés mises en place par la FIA dès ce week-end à Silverstone. Les ingénieurs ont étudié une solution d'échappements « traditionnels » débouchant à l'arrière dans le diffuseur. La R31 modifiée sera testée au Nürburgring lors des essais libres, sur la voiture de Nick Heidfeld : « Peut-être que nous y passerons, il nous faut couvrir tous les scénarios dans ce domaine. Notre concept d'échappements avant était naturellement fait pour maximiser l'effet d'un fond plat soufflé donc il nous faut avancer et penser différemment puisque de toute façon ce sera interdit l'an prochain. Il y a encore des gains à venir sur notre concept lors des prochaines semaines mais, encore une fois puisque ce sera interdit, nous ne passerons pas trop de temps à le développer. Nous avons conçu et testé en soufflerie des échappements vers l'arrière mais il faut attendre de voir l'impact des règles ce week-end pour voir si on veut l'utiliser en Allemagne sur une séance d'essais. »

## Essais libres

### Première séance
| Pos. | Pilote             | Voiture           | Chrono         | Écart     |
| ---- | ------------------ | ----------------- | -------------- | --------- |
| 1    | Mark Webber        | Red Bull-Renault  | 1 min 46 s 603 |           |
| 2    | Michael Schumacher | Mercedes          | 1 min 47 s 263 | + 0 s 660 |
| 3    | Rubens Barrichello | Williams-Cosworth | 1 min 47 s 347 | + 0 s 744 |
| 4    | Sergio Pérez       | Sauber-Ferrari    | 1 min 47 s 422 | + 0 s 819 |
| 5    | Felipe Massa       | Ferrari           | 1 min 47 s 562 | + 0 s 959 |
| 6    | Nico Rosberg       | Mercedes          | 1 min 47 s 578 | + 1 s 155 |

La piste est mouillée au départ de la première séance d'essais libres du Grand Prix de Grande-Bretagne mais il ne pleut plus quand les voitures s'élancent. Les pilotes partent tous en pneus pluie, le temps que la trajectoire s'assèche, avant de tenter de chausser les pneus intermédiaires,,.
Plusieurs pilotes se relaient en tête du classement avant que Michael Schumacher, en intermédiaires à la mi-séance, signe un temps significatif en 1 min 48 s 388 puis 1 min 48 s 278. Il devance Sebastian Vettel, Felipe Massa, Jenson Button, Lewis Hamilton, son coéquipier Nico Rosberg, Mark Webber, Jaime Alguersuari, Nico Hülkenberg et Fernando Alonso, tous en pneus intermédiaires.
Quelques minutes plus tard, Hamilton s'élance en pneus pour piste sèche afin de mener des essais aérodynamiques : son équipe teste un nouvel aileron arrière ajustable devant procurer une plus grande efficacité quand il est activé. Comme il y a encore beaucoup trop d'eau sur la piste, il doit rejoindre son stand sans avoir signé de temps chronométré. À une demi-heure du terme de la séance, Webber prend la tête en 1 min 48 s 185 mais Fernando Alonso fait mieux en 1 min 48 s 161 avant une nouvelle averse,.
Sur une piste de plus en plus sèche, les meilleurs temps tombent en fin de séance. Rubens Barrichello ravit la troisième place à Sergio Pérez. Felipe Massa est cinquième devant Nico Rosberg et Fernando Alonso qui n'a pas pris la piste en fin de séance et n'a pas pu améliorer son temps alors qu'il avait dominé la première partie des essais malgré un tête-à-queue. À huit minutes du drapeau à damier, Webber se replace en tête du classement en 1 min 47 s 553, puis 1 min 46 s 881 et enfin 1 min 46 s 603.
Les essais sont marqués par la violente sortie de piste de Kamui Kobayashi à quinze minutes de la fin de la séance, en face du nouveau complexe des stands. Le Japonais a failli partir en tonneau après être sorti trop largement du dernier virage. Sa Sauber C30 étant sévèrement endommagée, il est probable qu'il ne puisse pas prendre la piste lors des essais de l'après-midi,,.
- Daniel Ricciardo, pilote essayeur chez Toro Rosso, remplace Narain Karthikeyan chez HRT pour l'ensemble du week-end.
- Nico Hülkenberg, pilote essayeur chez Force India, a remplacé Adrian Sutil lors de cette séance d'essais.
- Karun Chandhok, pilote essayeur chez Team Lotus, a remplacé Heikki Kovalainen lors de cette séance d'essais.

### Deuxième séance
| Pos. | Pilote          | Voiture              | Chrono         | Écart     |
| ---- | --------------- | -------------------- | -------------- | --------- |
| 1    | Felipe Massa    | Ferrari              | 1 min 49 s 967 |           |
| 2    | Nico Rosberg    | Mercedes             | 1 min 50 s 744 | + 0 s 777 |
| 3    | Kamui Kobayashi | Sauber-Ferrari       | 1 min 51 s 395 | + 1 s 428 |
| 4    | Lewis Hamilton  | McLaren-Mercedes     | 1 min 51 s 438 | + 1 s 471 |
| 5    | Jenson Button   | McLaren-Mercedes     | 1 min 51 s 518 | + 1 s 551 |
| 6    | Adrian Sutil    | Force India-Mercedes | 1 min 51 s 738 | + 1 s 771 |

La deuxième séance d'essais libres du Grand Prix de Grande-Bretagne débute sur une piste complètement inondée. Timo Glock, Jaime Alguersuari et Sébastien Buemi tentent de prendre la piste mais doivent immédiatement rejoindre leur stand, à vitesse réduite. Quelques minutes plus tard, Kamui Kobayashi, dont la monoplace a été réparée après son accident dans la matinée, s'élance pour un tour d'installation,.
Alguersuari, peu après la mi-séance, signe le premier temps chronométré en 2 min 4 s 096. Quelques minutes plus tard, son coéquipier Buemi prend la tête du classement en 2 min 2 s 354 mais ce temps est rapidement battu successivement par Alguersuari (2 min 1 s 984), Adrian Sutil (2 min 0 s 384), Buemi (1 min 58 s 323), Alguersuari à trois reprises (1 min 57 s 384, 1 min 55 s 583 et 1 min 55 s 399), Michael Schumacher (1 min 55 s 175), Alguersuari à nouveau (1 min 54 s 274), Buemi (1 min 54 s 101 puis 1 min 53 s 727), encore Sutil (1 min 53 s 676) et de nouveau Buemi (1 min 53 s 619).
Mark Webber s'élance à seulement vingt minutes de la fin de la séance et prend immédiatement la tête du classement en 1 min 53 s 537. Schumacher améliore ensuite en 1 min 53 s 024 mais Webber réplique en 1 min 52 s 587. À douze minutes du terme, les pilotes qui ne s'étaient pas encore élancés prennent enfin la piste, en pneus pluie. Nico Rosberg, en pneus intermédiaires, bat le temps de Webber en 1 min 50 s 744 avant que Felipe Massa, lui aussi en intermédiaires, signe le meilleur temps de la session en 1 min 49 s 967,,.

### Troisième séance
| Pos. | Pilote           | Voiture           | Chrono         | Écart     |
| ---- | ---------------- | ----------------- | -------------- | --------- |
| 1    | Sebastian Vettel | Red Bull-Renault  | 1 min 31 s 401 |           |
| 2    | Fernando Alonso  | Ferrari           | 1 min 31 s 464 | + 0 s 063 |
| 3    | Mark Webber      | Red Bull-Renault  | 1 min 31 s 829 | + 0 s 428 |
| 4    | Felipe Massa     | Ferrari           | 1 min 32 s 169 | + 0 s 768 |
| 5    | Pastor Maldonado | Williams-Cosworth | 1 min 32 s 496 | + 1 s 095 |
| 6    | Jenson Button    | McLaren-Mercedes  | 1 min 32 s 956 | + 1 s 555 |

La troisième séance d'essais libres débute sur une piste légèrement humide mais il ne pleut pas, contrairement à la séance précédente. Les pilotes s'élancent les uns après les autres pour boucler leur tour d'installation en pneus pour piste sèche. Après dix minutes, Jaime Alguersuari signe le premier temps chronométré en 1 min 38 s 936.
Ce temps est battu par Michael Schumacher en 1 min 36 s 228 alors que des gouttes de pluie font leur apparition à certains endroits du circuit. Quelques minutes plus tard, Mark Webber améliore en 1 min 34 s 699, juste avant qu'une averse ne force les pilotes à rejoindre leur stand.
À moins d'une demi-heure du terme de la séance, le soleil fait une timide percée et certains pilotes remontent en piste. Jaime Alguersuari prend la tête en 1 min 34 s 544, temps battu par Nico Rosberg en pneus tendres (1 min 33 s 044) alors que d'autres pilotes continuent en pneus durs. À vingt minutes du drapeau à damier, Fernando Alonso s'installe en tête en 1 min 32 s 843 mais est ensuite devancé par Pastor Maldonado (1 min 32 s 496) avant de reprendre son bien en 1 min 31 s 464. Une nouvelle légère averse n'empêche pas Sebastian Vettel d'améliorer en tournant en 1 min 31 s 401, temps qui ne sera pas battu,.

## Séance de qualifications

### Résultats des qualifications

#### Session Q1
Il ne pleut plus à l'extinction des feux de la première partie des qualifications pour le Grand Prix de Grande-Bretagne. Les pilotes s'élancent immédiatement en piste mais peu après, on annonce à Sebastian Vettel une légère averse dans le virage de Copse. Si les pilotes dont les monoplaces sont les plus performantes roulent en pneus durs, nombre de pilotes de milieu et fond de grille sont déjà en pneus tendres pour s'assurer un temps en deçà des 107 % qualificatifs.
Fernando Alonso prend très vite la tête en 1 min 33 s 741 mais son temps est amélioré par Vettel en 1 min 33 s 555 tandis qu'Alonso fait une sortie de piste sans gravité. Rubens Barrichello améliore de quelques centièmes (1 min 33 s 532) puis Mark Webber prend la tête de la session en 1 min 33 s 044. Son temps ne tient pas longtemps car Felipe Massa tourne en 1 min 32 s 924 et Pastor Maldonado en 1 min 32 s 702. Toutefois Webber reprend son bien en 1 min 32 s 670 lorsque la pluie réapparaît, à cinq minutes du terme de la séance, provoquant le retour au stand de l'ensemble des pilotes et piégeant les deux pilotes de la Scuderia Toro Rosso, Jaime Alguersuari et Sébastien Buemi,.
À l'issue de la phase Q1, les sept pilotes éliminés sont Daniel Ricciardo (qui remplace Narain Karthikeyan), Vitantonio Liuzzi, Timo Glock, Jérôme d'Ambrosio, Jarno Trulli, Sébastien Buemi et Jaime Alguersuari.

#### Session Q2
La situation est délicate pour les pilotes dans cette seconde partie des qualifications car si la piste est mouillée, elle ne permet pas l'utilisation des pneus intermédiaires mais reste difficile à négocier en pneus slicks.
Les pilotes Mercedes s'élancent les premiers, en pneus intermédiaires, pour vérifier l'état de la piste, rapidement imités par leurs concurrents : les pilotes en pneus intermédiaires doivent rouler au ralenti dans les portions sèches pour ne pas les détruire tandis que les pilotes en slicks sont à la peine dans les parties humides du circuit.
Rubens Barrichello, en pneus slicks tendres, prend la tête en 1 min 39 s 208 mais son coéquipier Pastor Maldonado réplique en 1 min 37 s 703 avant que Barrichello ne repasse devant grâce à un tour en 1 min 36 s 408. Les pilotes Sauber prennent alors le commandement, Sergio Pérez tournant en 1 min 36 s 221 et Kamui Kobayashi en 1 min 35 s 896. Mark Webber signe un tour en 1 min 35 s 098 mais est battu par Adrian Sutil à deux reprises (1 min 34 s 872 puis 1 min 33 s 672). Les pilotes Ferrari prennent ensuite la tête de la session, Fernando Alonso tournant en 1 min 31 s 727 et Felipe Massa en 1 min 31 s 640,.
À l'issue de la phase Q2, les sept pilotes éliminés sont Michael Schumacher, Sergio Pérez, Adrian Sutil, Nick Heidfeld, Rubens Barrichello, Heikki Kovalainen et Vitaly Petrov.

#### Session Q3
Les dix pilotes en lice s'empressent de remonter en piste afin d'éviter une nouvelle averse, le temps étant toujours très menaçant. À l'issue des premières tentatives de l'ensemble des dix concurrents, Mark Webber pointe en tête en 1 min 30 s 399. Il devance son coéquipier Sebastian Vettel, Fernando Alonso, Felipe Massa et Jenson Button.
Tous les pilotes se relancent pour une deuxième tentative mais des gouttes de pluie font leur apparition à quatre minutes de la fin de séance et permettent à Webber de conserver son temps. Mark Webber signe sa deuxième pole position de la saison, la huitième de sa carrière et la neuvième pour Red Bull Racing en neuf courses. Paul di Resta signe la meilleure qualification de sa carrière en terminant sixième, de même que Pastor Maldonado (septième) et Kamui Kobayashi (huitième),,.

### Grille de départ

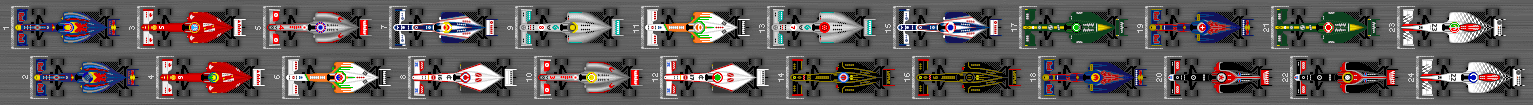
La grille de qualification du Grand Prix de Grande-Bretagne 2011.

| Pos.                                                                                      | Pilote                  | Écurie               | Qualifications 1 | Qualifications 2 | Qualifications 3 |
| ----------------------------------------------------------------------------------------- | ----------------------- | -------------------- | ---------------- | ---------------- | ---------------- |
| 1                                                                                         | Mark Webber SREC        | Red Bull-Renault     | 1 min 32 s 670   | 1 min 31 s 673   | 1 min 30 s 399   |
| 2                                                                                         | Sebastian Vettel SREC   | Red Bull-Renault     | 1 min 32 s 977   | 1 min 32 s 379   | 1 min 30 s 431   |
| 3                                                                                         | Fernando Alonso SREC    | Ferrari              | 1 min 32 s 986   | 1 min 31 s 727   | 1 min 30 s 516   |
| 4                                                                                         | Felipe Massa SREC       | Ferrari              | 1 min 32 s 760   | 1 min 31 s 640   | 1 min 31 s 124   |
| 5                                                                                         | Jenson Button SREC      | McLaren-Mercedes     | 1 min 34 s 230   | 1 min 32 s 273   | 1 min 31 s 898   |
| 6                                                                                         | Paul di Resta SREC      | Force India-Mercedes | 1 min 34 s 472   | 1 min 32 s 569   | 1 min 31 s 929   |
| 7                                                                                         | Pastor Maldonado SREC   | Williams-Cosworth    | 1 min 32 s 702   | 1 min 32 s 588   | 1 min 31 s 933   |
| 8                                                                                         | Kamui Kobayashi SREC    | Sauber-Ferrari       | 1 min 34 s 324   | 1 min 32 s 399   | 1 min 32 s 128   |
| 9                                                                                         | Nico Rosberg SREC       | Mercedes             | 1 min 34 s 186   | 1 min 32 s 295   | 1 min 32 s 209   |
| 10                                                                                        | Lewis Hamilton SREC     | McLaren-Mercedes     | 1 min 33 s 581   | 1 min 32 s 505   | 1 min 32 s 376   |
| 11                                                                                        | Adrian Sutil SREC       | Force India-Mercedes | 1 min 34 s 454   | 1 min 32 s 617   |                  |
| 12                                                                                        | Sergio Pérez SREC       | Sauber-Ferrari       | 1 min 34 s 145   | 1 min 32 s 624   |                  |
| 13                                                                                        | Michael Schumacher SREC | Mercedes             | 1 min 34 s 160   | 1 min 32 s 656   |                  |
| 14                                                                                        | Vitaly Petrov SREC      | Renault              | 1 min 34 s 428   | 1 min 32 s 734   |                  |
| 15                                                                                        | Rubens Barrichello SREC | Williams-Cosworth    | 1 min 33 s 532   | 1 min 33 s 119   |                  |
| 16                                                                                        | Nick Heidfeld SREC      | Renault              | 1 min 35 s 132   | 1 min 33 s 805   |                  |
| 17                                                                                        | Heikki Kovalainen       | Lotus-Renault        | 1 min 34 s 923   | 1 min 34 s 821   |                  |
| 18                                                                                        | Jaime Alguersuari SREC  | Toro Rosso-Ferrari   | 1 min 35 s 245   |                  |                  |
| 19                                                                                        | Sébastien Buemi SREC    | Toro Rosso-Ferrari   | 1 min 35 s 749   |                  |                  |
| 20                                                                                        | Timo Glock              | Virgin-Cosworth      | 1 min 36 s 203   |                  |                  |
| 21                                                                                        | Jarno Trulli            | Lotus-Renault        | 1 min 36 s 456   |                  |                  |
| 22                                                                                        | Jérôme d'Ambrosio       | Virgin-Cosworth      | 1 min 37 s 154   |                  |                  |
| 23                                                                                        | Vitantonio Liuzzi       | HRT-Cosworth         | 1 min 37 s 484   |                  |                  |
| 24                                                                                        | Daniel Ricciardo        | HRT-Cosworth         | 1 min 38 s 059   |                  |                  |
| Temps minimal à réaliser pour la qualification : 1 min 39 s 156 (107 % de 1 min 32 s 670) |                         |                      |                  |                  |                  |

## Course

### Déroulement de l'épreuve
Nigel Mansell (187 départs en Grands Prix de Formule 1, 31 victoires, 59 podiums, 32 pole positions, 482 points inscrits et champion du monde en 1992) a été nommé conseiller par la FIA pour aider dans son jugement le groupe des commissaires de course lors de ce Grand Prix. Il a déjà officié dans cette fonction lors de l'édition précédente de l'épreuve, ainsi que lors du Grand Prix automobile de Belgique 2010.
Après avoir mis en place deux zones d'activation pour l'aileron arrière ajustable lors des épreuves de Montréal et Valence, la FIA n'en a défini qu'une seule à Silverstone. Cette zone se situe dans la nouvelle portion du circuit : la détection de l'écart entre les monoplaces se fait au point de freinage du virage numéro 3 et l'activation du Drag Reduction System pourra se faire entre les virages 4 et 5,.
S'il ne pleut pas à quelques instants du départ de la course, la piste est encore très humide : Sergio Pérez est même sorti de la piste et a cassé son aileron avant lors du tour de mise en grille. Quasiment tous les pilotes, dont les dix premiers sur la grille de départ, sont chaussés en pneus intermédiaires. À l'extinction des feux, Sebastian Vettel, deuxième sur la grille, prend un excellent départ et aborde le premier virage en tête devant le poleman Mark Webber, Fernando Alonso, Jenson Button, Felipe Massa, Paul di Resta, Lewis Hamilton, Kamui Kobayashi, Michael Schumacher et Pastor Maldonado. Vettel creuse rapidement un écart important : il compte deux secondes d'avance sur Webber dès le troisième tour tandis qu'Hamilton a passé son coéquipier Button et s'attaque à Massa. Lors d'une tentative de dépassement, il quitte la piste mais peut poursuivre sa course.
Au septième passage, Vettel a plus de cinq secondes d'avance sur Webber et sept secondes sur Alonso. La piste sèche de plus en plus et, au dixième tour, Michael Schumacher entre le premier chausser des slicks et changer son aileron avant arraché après avoir percuté Kobayashi. Peu après son arrêt, Schumacher est pénalisé d'un stop-and-go (10 secondes dans son stand) à la suite de cet accrochage. Nick Heidfeld est le suivant à chausser des pneus pour piste sèche et Button l'imite au treizième tour. Lorsque Schumacher signe le meilleur tour en course, tous les autres pilotes passent chausser de nouvelles gommes. Au seizième passage, Vettel devance Webber, Hamilton, Alonso, Button, Massa, di Resta, Adrian Sutil, Schumacher (qui n'a pas encore purgé sa pénalité) et Nico Rosberg,.
Au vingtième tour, Vettel a encore un avantage de trois secondes sur Webber et quatre secondes sur Hamilton, talonné par Alonso. L'Espagnol le dépasse au vingt-troisième tour et se lance immédiatement à la poursuite de Mark Webber. Hamilton change ses pneus au vingt-cinquième tour, Webber, Massa et Button au vingt-septième, Vettel et Alonso au vingt-huitième. Les arrêts des deux pilotes Red Bull Racing sont trop longs et Alonso prend dès lors la tête de la course,. Au vingt-neuvième passage, Alonso précède Hamilton, Vettel, Webber, Button, Massa, Rosberg, Sergio Pérez, Heidfeld et Jaime Alguersuari, les quatre premiers se tenant en moins de cinq secondes.
Quatre tours plus tard, Alonso compte sept secondes d'avance sur Hamilton qui est en difficulté avec ses pneus. Vettel et Webber perdent beaucoup de temps derrière lui, ce qui permet à Jenson Button de devenir sur le trio. Vettel change ses pneus au trente-septième tour : il a désormais plus de dix secondes de retard sur Alonso et doit anticiper son arrêt car il n'arrive pas à dépasser Hamilton. Ce dernier change ses pneus au trente-huitième tour, Webber au trente-neuvième, Alonso et Button au quarantième. La course s'achève au bout de la sortie de l'allée des stands pour Button : le chef mécanicien le libère alors que sa roue avant-droite n'est pas encore fixée,,.
Au quarante-troisième passage, Alonso devance Vettel, Hamilton, Webber, Massa, Rosberg, Pérez, Heidfeld, Schumacher, Alguersuari, Sutil, Vitaly Petrov, Rubens Barrichello, Maldonado, di Resta, Timo Glock, Jérôme d'Ambrosio, Vitantonio Liuzzi et Daniel Ricciardo. Dans les derniers tours de la course, Lewis Hamilton doit baisser son rythme pour ne pas tomber en panne d'essence, ce qui permet à Webber de lui ravir la troisième place,. Alonso signe sa première victoire de la saison,, Vettel termine deuxième devant Webber qui revient dans ses échappements avant de recevoir une consigne d'équipe lui demandant de rester derrière,. Hamilton doit défendre sa quatrième place face à Massa jusqu'à la ligne d'arrivée. Rosberg, Pérez, Heidfeld, Schumacher et Alguersuari complètent le top 10,,.
À l'issue de la course, les équipes McLaren et Sauber sont pénalisées d'une amende à la suite des incidents qui se sont déroulés dans les stands pendant le Grand Prix. McLaren doit verser 5 000 euros pour l'incident lors du dernier arrêt de Jenson Button où le chef mécanicien a relâché le pilote anglais alors que sa roue avant droite n'était pas correctement fixée. Sauber écope d'une amende de 20 000 euros : lors du premier arrêt de Kamui Kobayashi, il a été relâché alors que Pastor Maldonado parcourait la voie des stands. Le Japonais, engagé devant le pilote Williams, a dû arracher du matériel dans le stand Force India pour l'éviter au dernier moment.

### Classement de la course
| Pos. | no | Pilote                  | Écurie               | Tours | Temps/Abandon                      | Grille | Points |
| ---- | -- | ----------------------- | -------------------- | ----- | ---------------------------------- | ------ | ------ |
| 1    | 5  | Fernando Alonso SREC    | Ferrari              | 52    | 1 h 28 min 41 s 194 (207,246 km/h) | 3      | 25     |
| 2    | 1  | Sebastian Vettel SREC   | Red Bull-Renault     | 52    | + 16 s 511                         | 2      | 18     |
| 3    | 2  | Mark Webber SREC        | Red Bull-Renault     | 52    | + 16 s 947                         | 1      | 15     |
| 4    | 3  | Lewis Hamilton SREC     | McLaren-Mercedes     | 52    | + 28 s 986                         | 10     | 12     |
| 5    | 6  | Felipe Massa SREC       | Ferrari              | 52    | + 29 s 010                         | 4      | 10     |
| 6    | 8  | Nico Rosberg SREC       | Mercedes             | 52    | + 1 min 00 s 655                   | 9      | 8      |
| 7    | 17 | Sergio Pérez SREC       | Sauber-Ferrari       | 52    | + 1 min 05 s 590                   | 12     | 6      |
| 8    | 9  | Nick Heidfeld SREC      | Renault              | 52    | + 1 min 15 s 542                   | 16     | 4      |
| 9    | 7  | Michael Schumacher SREC | Mercedes             | 52    | + 1 min 17 s 912                   | 13     | 2      |
| 10   | 19 | Jaime Alguersuari SREC  | Toro Rosso-Ferrari   | 52    | + 1 min 19 s 108                   | 18     | 1      |
| 11   | 14 | Adrian Sutil SREC       | Force India-Mercedes | 52    | + 1 min 19 s 712                   | 11     |        |
| 12   | 10 | Vitaly Petrov SREC      | Renault              | 52    | + 1 min 20 s 600                   | 14     |        |
| 13   | 11 | Rubens Barrichello SREC | Williams-Cosworth    | 51    | + 1 tour                           | 15     |        |
| 14   | 12 | Pastor Maldonado SREC   | Williams-Cosworth    | 51    | + 1 tour                           | 7      |        |
| 15   | 15 | Paul di Resta SREC      | Force India-Mercedes | 51    | + 1 tour                           | 6      |        |
| 16   | 24 | Timo Glock              | Virgin-Cosworth      | 50    | + 2 tours                          | 20     |        |
| 17   | 25 | Jérôme d'Ambrosio       | Virgin-Cosworth      | 50    | + 2 tours                          | 22     |        |
| 18   | 23 | Vitantonio Liuzzi       | HRT-Cosworth         | 50    | + 2 tours                          | 23     |        |
| 19   | 22 | Daniel Ricciardo        | HRT-Cosworth         | 49    | + 3 tours                          | 24     |        |
| Abd. | 4  | Jenson Button SREC      | McLaren-Mercedes     | 39    | Écrou de roue                      | 5      |        |
| Abd. | 18 | Sébastien Buemi SREC    | Toro Rosso-Ferrari   | 25    | Accident                           | 19     |        |
| Abd. | 16 | Kamui Kobayashi SREC    | Sauber-Ferrari       | 23    | Moteur                             | 8      |        |
| Abd. | 21 | Jarno Trulli            | Lotus-Renault        | 10    | Fuite d'huile                      | 21     |        |
| Abd. | 20 | Heikki Kovalainen       | Lotus-Renault        | 2     | Boîte de vitesses                  | 17     |        |

### Pole position et record du tour
Mark Webber signe la huitième pole position de sa carrière, sa première sur le tracé de Silverstone et sa deuxième de la saison. Fernando Alonso réalise le dix-neuvième meilleur tour en course de sa carrière, son troisième sur ce circuit et son premier de la saison.
- Pole position :  Mark Webber (Red Bull-Renault) en 1 min 30 s 399 (234,600 km/h)[65],[66].
- Meilleur tour en course :  Fernando Alonso (Ferrari) en 1 min 34 s 908 (223,454 km/h) au quarante et unième tour[67],[68].

### Tours en tête
Sebastian Vettel double son coéquipier Mark Webber dès le premier virage et mène la course jusqu'à son troisième arrêt au stand, au cours du vingt-septième tour. Une erreur lors de ce ravitaillement permet à Fernando Alonso de s'emparer d'une première place qu'il conserve jusqu'au drapeau à damier,.
- Sebastian Vettel : 27 tours (1-27)
- Fernando Alonso : 25 tours (28-52)

## Après-course

### Écuries sur le podium
Fernando Alonso profite des erreurs au stand de Red Bull Racing pour remporter sa première victoire de la saison et se classer troisième du championnat du monde. Ravi de décrocher son premier succès en neuf mois, il déclare : « Quelle merveilleuse surprise ! […] C'est une victoire très spéciale parce qu'elle vient sur une piste légendaire comme Silverstone, devant un public si enthousiaste avec les voitures de course. […] Je n'ai réalisé que je pouvais gagner que quand j'ai repris la piste après le dernier arrêt. Clairement, le problème au stand de Vettel a aidé, tout comme le fait que, pendant longtemps, Hamilton a contenu les deux Red Bull derrière lui mais je dois dire que sur piste sèche, nous étions très forts. […] Plus tôt dans la journée, j'ai eu le privilège de piloter la 375 F1 et après, quelques heures plus tard, de remporter la même course pour Ferrari 60 ans plus tard. Dans notre équipe, il y a des enfants des gens qui ont travaillé pour Ferrari à l'époque et ils ont le même amour et la même passion pour la course que leurs parents. » Son coéquipier Felipe Massa termine la course à la cinquième place, échouant à doubler Lewis Hamilton dans le dernier virage : « Tout d'abord, je tiens à féliciter Fernando qui a réussi une superbe course pour donner à Ferrari une victoire très importante. […] Il est vrai que mon rythme n'était pas incroyable aujourd'hui mais ça peut avoir quelque chose à voir avec le fait que mon fond plat était endommagé après avoir percuté quelque chose au virage six, peut-être une pièce d'une autre voiture. […] À la fin, j'ai réduit l'écart avec Hamilton parce qu'il souffrait mais quand j'étais derrière lui, il s'est battu et il ne m'a manqué qu'un souffle pour le doubler. Nous devons continuer à travailler sur le développement de la voiture : il reste beaucoup de courses et avoir amélioré la voiture signifie que nous pouvons être plus confiants pour la deuxième moitié de la saison. »,. Luca di Montezemolo, président de la Scuderia Ferrari, se réjouit de la victoire de son écurie : « Enfin ! Entendre l'hymne national italien à Silverstone, le circuit sur lequel nous avons remporté notre première victoire en F1, fut quelque chose de particulièrement émouvant. […] C'est ça Ferrari, une équipe qui ne baisse jamais les bras, qui ne jette jamais l'éponge et qui est au sommet depuis 60 ans. »
Sebastian Vettel double le poleman dès le premier virage, ce qui lui permet de passer la moitié de la course en tête. Mais lors de son troisième arrêt, il voit s'envoler ses espoirs de victoire après l'erreur d'un mécanicien. Sa deuxième place est toutefois une bonne opération : « J'ai pris un excellent départ et avec le recul ça ne m'aurait pas gêné qu'il y ait plus de pluie parce que j'ai vraiment aimé les conditions quand nous étions en pneus intermédiaires. […] À l'arrêt, nous avons eu un problème, la voiture était déjà retombée mais il a fallu la soulever à nouveau et je suis reparti troisième. […] C'est un bon résultat pour nous mais nous avons eu quelques problèmes et si on n'est pas à son meilleur niveau, il y a toujours quelqu'un pour vous battre. Ferrari a été rapide tout le week-end et ils méritaient la victoire aujourd'hui. ». Son coéquipier Mark Webber part depuis la pole position mais ne termine finalement que troisième, également victime d'une erreur au stand : « C'était une course mitigée, c'était très glissant au début avec les pneus intermédiaires, la piste était moitié mouillée moitié sèche. […] J'étais rapide au début des relais et moins à la fin. Seb et moi étions en grosse difficulté avec les pneus à la fin. J'ai essayé de le passer mais je n'y suis pas arrivé. ». Christian Horner, directeur de Red Bull Racing, reproche à Webber d'avoir tenté de dépasser son coéquipier dans les derniers tours, au mépris des consignes d'équipe : « Nous travaillons tous pour une équipe, personne n'est plus important que l'écurie et la chose la plus importante est d'optimiser les résultats de l'équipe. ». Mais la polémique s'éteint rapidement : Webber répète qu'il voulait « faire de son mieux » et Vettel avoue qu'il « aurait tenté la même chose ».

### Écuries dans les points

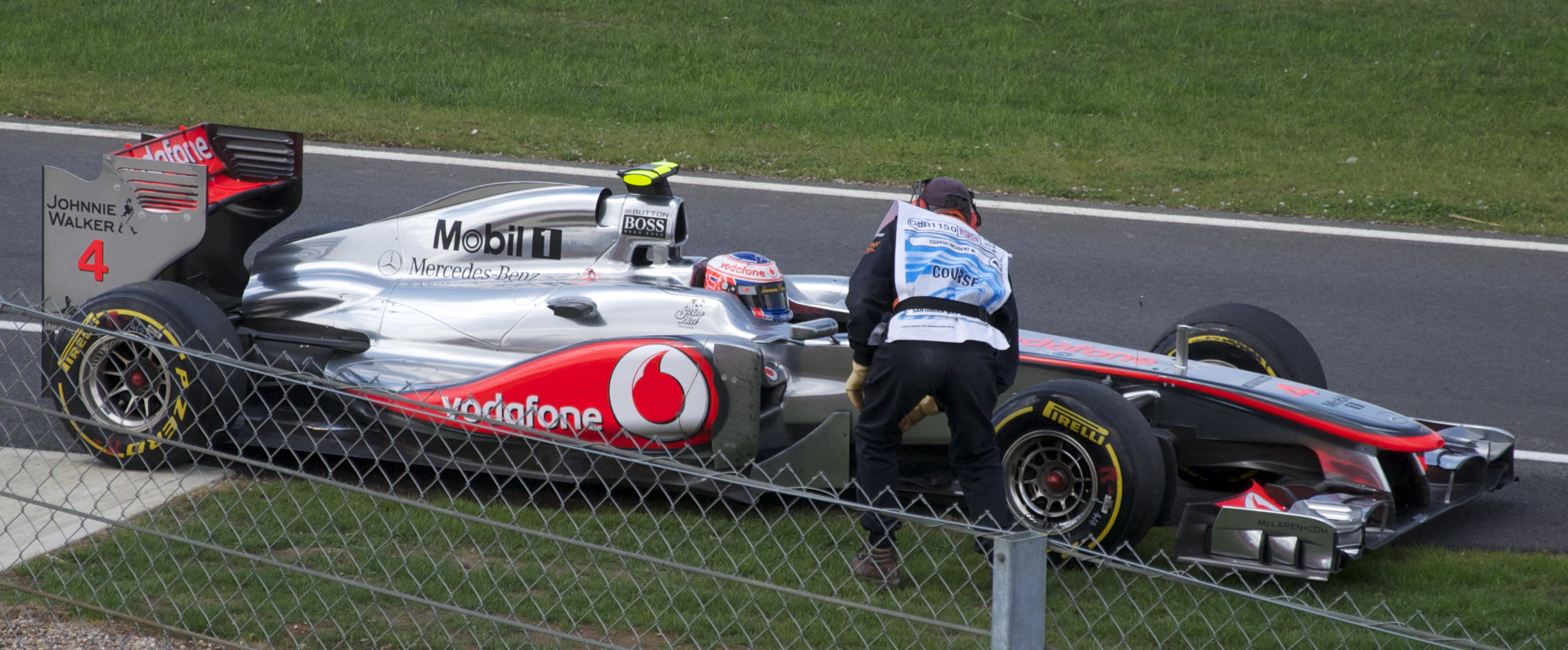
Une erreur d'un mécanicien ruine la course de Jenson Button qui abandonne à la sortie des stands.

Lewis Hamilton, parti dixième sur la grille, double de nombreux pilotes pour se retrouver à la deuxième place après les erreurs de Red Bull Racing dans les stands. En fin de course, contraint de ralentir pour éviter de tomber en panne d'essence, il cède sa place sur le podium et conserve sa quatrième place pour moins de trois centièmes de seconde : « Avant la fin, j'ai dû commencer à économiser du carburant : il faut lever le pied ce qui signifie que la température des freins chute. […] Dans le dernier tour, l'équipe m'a demandé d'attaquer autant que possible mais Felipe avait déjà réduit l'écart à ce moment-là donc c'était dur de me défendre. Ce dernier tour a été aussi serré que possible ! Dans le dernier virage, je suis resté à l'intérieur et j'ai freiné le plus fort possible. Heureusement, nous avons tous les deux pris le virage en un seul morceau et j'ai fini juste devant lui à l'arrivée. […] Le soutien que j'ai eu en passant la ligne était comme si j'avais gagné la course, donc je tiens à dire un grand merci à tout le monde. […] Je pense que c'était l'un des meilleurs Grands Prix de Grande-Bretagne de tous les temps et je suis déjà impatient de revenir l'an prochain ! ». Martin Whitmarsh, directeur technique de l'équipe McLaren, est satisfait de la conduite de son pilote : « Ce n'est pas une mince affaire pour un pilote de devoir économiser l'essence. C'est contre nature et, en plus, la température des pneus et des freins baisse. Il devient encore plus difficile de piloter. Et lever le pied n'est pas la façon la plus facile de piloter une Formule 1. […] Je pense que Lewis a bien géré la situation, d'une façon très disciplinée et mûre. ». Jenson Button est moins verni : sa course a pris fin prématurément quand un mécanicien a mal vissé une roue lors de son dernier arrêt au stand. Le Britannique est déçu : « Il aurait pu se passer tant de choses dans ma course aujourd'hui. Avant mon dernier arrêt, j'avais un rythme excellent et je serais revenu sur Lewis, Sebastian et Mark. […] En tournant à la sortie des stands, ma roue avant droite s'est détachée et j'ai dû m'arrêter immédiatement. […] J'espère que nous n'aurons plus ce genre de problèmes. […] C'est décevant, surtout devant nos supporters, parce que j'appréciais vraiment la course. J'ai eu un bon rythme tout l'après-midi et j'ai vraiment apprécié certaines bagarres. […] Je pense qu'il y avait un podium à obtenir ici. »
Nico Rosberg, auteur du neuvième temps des qualifications, prend un mauvais départ mais remonte au sixième rang grâce notamment à une bonne stratégie de course : « Je suis assez satisfait de notre résultat ce week-end. D'abord parce qu'en qualifications, nous avions le potentiel pour être dans le top cinq et ensuite parce que nous avons eu une très bonne stratégie en course. Mon départ n'a pas été bon, donc avoir pu finir à la sixième place est un bon résultat pour nous. ». Michael Schumacher commence bien sa course mais est pénalisé d'un stop-and-go après avoir provoqué un accrochage avec Kamui Kobayashi : « Mon résultat d'aujourd'hui me laisse un peu sur ma faim. […] Je pense que la cinquième ou même la quatrième place n'aurait pas été inaccessible aujourd'hui grâce à l'excellent travail des gars à Brackley et Brixworth [les usines de l'écurie Mercedes]. J'aurais tellement voulu leur apporter plus de points avant de revenir ce soir à l'usine pour un barbecue avec leurs familles. Mais malheureusement, et par ma faute, ce n'est pas possible. […] En utilisant le DRS pour la première fois de la course, je suis arrivé trop vite dans le virage. Mon freinage n'était pas bon et c'est pour cela qu'il y a eu un accrochage. C'était logique de prendre une pénalité mais pourquoi c'était un stop-and-go et non un drive-through, c'est ce que j'aimerais mieux comprendre car j'ai trouvé cela trop sévère. […] La bonne chose c'est que, pas à pas, le travail acharné de l'équipe paye de plus en plus, et c'est un bon sentiment avant d'aller disputer notre course à domicile. »,. Grâce aux résultats de ses deux pilotes, Mercedes dépasse Renault au classement des constructeurs, ce qui donne confiance à Ross Brawn, patron de l'écurie allemande : « C'est assez encourageant. […] Nous sommes raisonnablement optimistes pour la fin de la saison. »
Sergio Pérez convertit une douzième position sur la grille en meilleur classement de sa carrière. Satisfait de sa septième place, il déclare : « Je pense que c'était une bonne course et un très bon résultat pour l'équipe. […] La stratégie était bonne et mes arrêts aux stands étaient parfaits. Malheureusement, je n'ai pas réussi à doubler Nico. J'étais proche mais il était trop rapide dans les lignes droites. Dans l'ensemble je suis content et, maintenant, les moments difficiles sont derrière moi. Après l'accident [à Monaco], il m'a fallu du temps pour me remettre dans le rythme. Dans deux semaines, je devrais être encore plus fort. ». Kamui Kobayashi connaît une course plus difficile : après avoir été accroché par Michael Schumacher, il écope d'un stop-and-go à la suite d'un départ des stands trop précipité. Il déplore les incidents qui ont émaillé sa course : « C'est vraiment dommage parce que la performance d'ensemble était bonne ce week-end. Dans la course d'aujourd'hui, j'ai vraiment manqué de chance. Je pense que je n'ai pas grand-chose à dire sur l'accident avec Michael. Nous n'étions pas côte-à-côte et il a clairement percuté l'arrière de ma voiture. […] Après, j'ai dû rouler avec une voiture endommagée. Puis j'ai manqué de chance à l'arrêt, j'ai reçu le stop-and-go et finalement j'ai dû m'arrêter parce qu'on m'a dit par radio qu'il y avait une fuite d'huile et j'ai quitté la piste. »

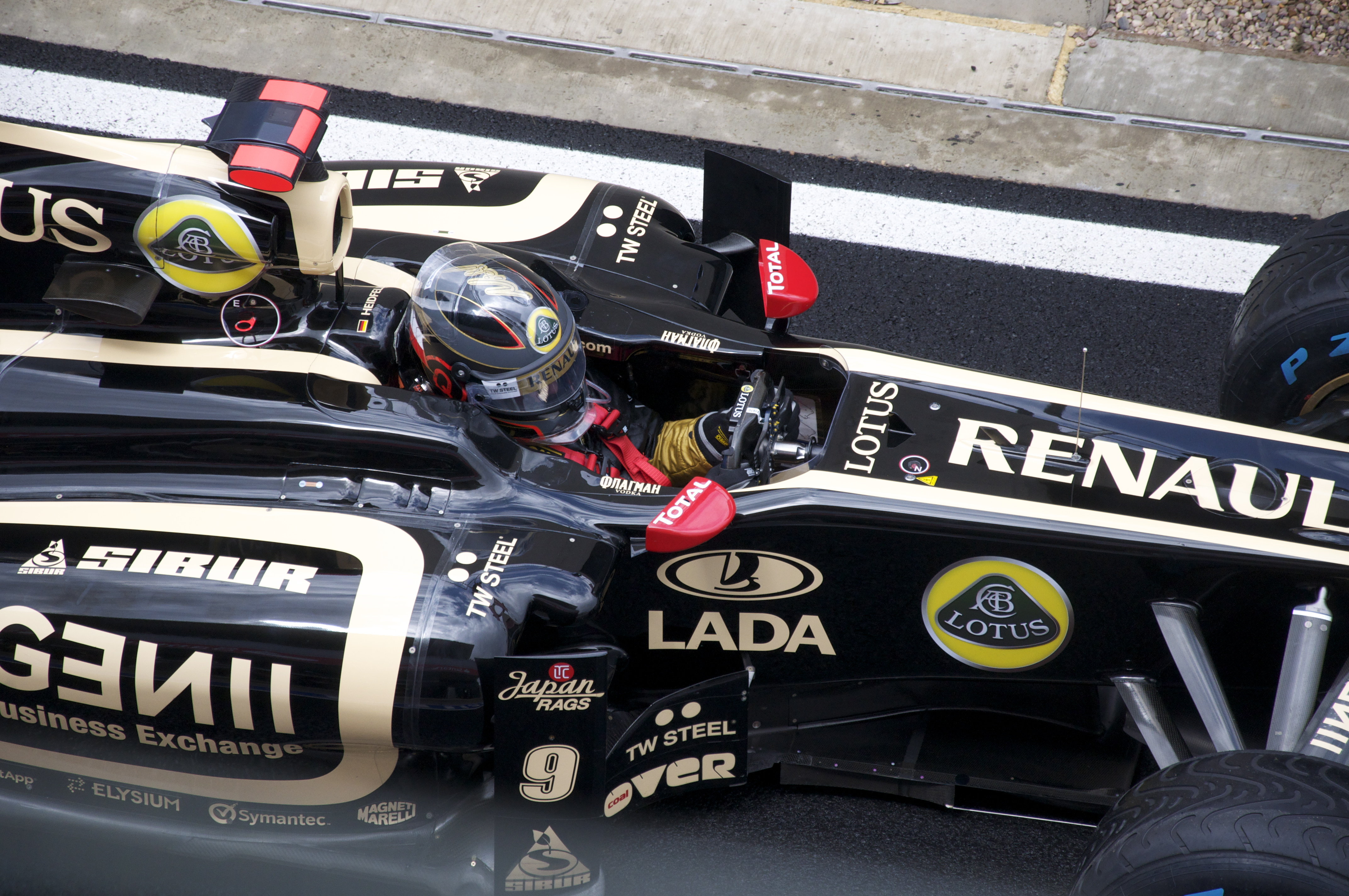
Nick Heidfeld se classe huitième à Silverstone.

Nick Heidfeld remonte huit positions pour se classer huitième et apporter quelques points à son équipe : « Nous avons su samedi que ce serait un dur week-end mais, comme d'habitude, j'ai dit "ne lâchons rien". […] J'ai pris un bon départ mais c'était incroyablement serré dans les premiers virages et j'ai été soulagé d'en sortir sans dommage. […] Je devais préserver mes pneus mais aussi attaquer et en même temps me défendre par moments, en particulier contre Michael [Schumacher] et Adrian [Sutil]. Trouver le juste équilibre entre attaque et défense et ne pas détruire les pneus a été non seulement satisfaisant mais aussi productif avec quatre bons points à l'arrivée. »,. Vitaly Petrov réalise une moins bonne course que son coéquipier : qualifié quatorzième, il termine douzième de l'épreuve. Frustré par sa performance, il se plaint : « Ce n'était pas une course difficile en termes de pilotage aujourd'hui mais j'ai eu du mal avec les intermédiaires. J'ai perdu des places et je ne pouvais pas me défendre parce que je manquais de motricité, ce qui a permis aux autres de me doubler comme si je n'existais pas. La portion d'utilisation du DRS ne m'a pas aidé du tout. Il faudrait la changer de place parce que ne pouvais absolument pas dépasser qui que ce soit ici. C'est très frustrant. […] Je n'étais pas mal en vitesse, j'étais plutôt rapide, mais je ne pouvais rien faire ici. ». À la suite de ces résultats décevants qui valent à Lotus Renault GP de perdre sa quatrième place au championnat des constructeurs, le directeur technique James Allison déclare : « Nous allons accepter cette huitième place, après avoir démarré de la seizième. Mais ce n'est pas là que nous devons finir les courses. Nick a effectué une course solide pour obtenir ce résultat avec une voiture clairement hors du coup en ce moment. Vitaly a également fait une bonne course en terminant douzième. Nous avions des problèmes en intermédiaires et tout le monde l'a constaté. Une fois que nous avons chaussé les slicks, nous avons fait notre remontée. […] Nous allons nous concentrer sur la série d'améliorations que nous allons apporter à la voiture à partir du Nürburgring. Cela devrait nous ramener là où nous devrions être. »
Éliminé dès le premier tour des qualifications et dix-huitième sur la grille, Jaime Alguersuari marque des points pour la troisième fois d'affilée en terminant dixième : « En début de course, la seule chose sur laquelle je me concentrais c'était de rester sur la piste avec ma voiture, car ça glissait beaucoup. Je ne voulais donc commettre aucune erreur afin de voir le drapeau à damier. […] J'étais vraiment plus rapide que Schumacher et Heidfeld dans presque chaque secteur du circuit, comme à Valence, mais je ne pouvais pas en profiter car je perdais tout dans la ligne droite. Je ne sais pas trop pourquoi, peut-être avions-nous plus d'appui qu'eux. […] Quoi qu'il en soit, je suis content pour l'équipe et je la remercie pour son bon travail. Revenir dans les points en étant dix-huitième sur la grille est un bon résultat. ». Sébastien Buemi a abandonné en raison d'une crevaison provoquée par un accrochage avec Paul di Resta. Il tente de relativiser malgré la déception : « Je suis un peu déçu car je sens que nous avions le rythme pour prendre quelques points aujourd'hui. J'aimerais revoir l'incident avec di Resta pour voir ce qui s'est réellement passé. De mon point de vue, j'étais sur la trajectoire sèche et il a pris l'intérieur où c'était encore très mouillé. Il n'a donc pas freiné aussi fort qu'il le voulait et j'ai senti un choc. Il a touché ma roue arrière gauche et mon pneu s'est complètement désintégré. Mais c'est la course et il vaut mieux oublier cela au plus vite afin de se concentrer sur la prochaine course au Nürburgring. »

### Écuries hors des points
Adrian Sutil passe près des points : septième à un moment de la course, il achève finalement l'épreuve en onzième position, à quelques dixièmes d'Alguersuari : « Après un début de course si prometteur, c'est décevant de rentrer à la maison sans rien. […] Mon départ était bon et les choses se présentaient bien dans les premiers tours. Les conditions étaient difficiles avec beaucoup de zones humides dans le deuxième secteur mais je me sentais en confiance et j'étais dans la zone des points. […] Je pense que nous avons pris la bonne décision avec la stratégie en changeant trois fois nos pneus mais je crois que nous n'avions tout simplement pas le rythme pour marquer des points aujourd'hui. »,. Paul di Resta, après les meilleures qualifications de sa carrière et un départ en sixième position, est victime d'une erreur de son équipe qui n'était pas prête à l'accueillir dans les stands. Provoquant ensuite un accrochage avec Sébastien Buemi, il termine son Grand Prix national au comble de la déception : « C'est extrêmement décevant de terminer mon premier Grand Prix de Grande-Bretagne à la quinzième place. […] J'ai eu une bonne première partie de course, nous avions l'air assez compétitifs et j'ai réussi à rester au contact de Jenson [Button] en me concentrant pour économiser mes pneus intermédiaires. […] On m'a demandé de revenir aux stands mais quand je l'ai fait l'équipe attendait Adrian et il y a eu une certaine confusion. […] Cela m'a coûté environ 25 secondes, ce qui a mis fin à mes chances. C'est une course frustrante mais je pense que nous devons rester positifs parce que la voiture a montré de belles choses ce week-end. Ça me donne confiance pour aborder la deuxième partie de la saison. »
Rubens Barrichello, qui avait pour ambition de terminer dans les huit premiers, est finalement treizième à l'arrivée : « On n'a pas pris notre meilleur départ. […] On a glissé un peu dans la hiérarchie et ensuite, étrangement, la voiture se comportait mal sur le mouillé, j'avais du mal à la maintenir en piste. C'était difficile de suivre les autres. Ce n'est pas ce qu'on espérait comme résultat pour notre course à domicile. ». Pastor Maldonado rencontre les mêmes difficultés : après une encourageante septième place sur la grille, il se classe quatorzième et déclare : « C'était assez difficile pour nous aujourd'hui, surtout avec la pluie peu avant le départ. La voiture était réglée pour le sec donc notre course était compromise dès le début. […] Vers la fin nos performances se sont améliorées mais c'était déjà trop tard. Malheureusement, ce n'était pas le meilleur des week-ends pour nous. »

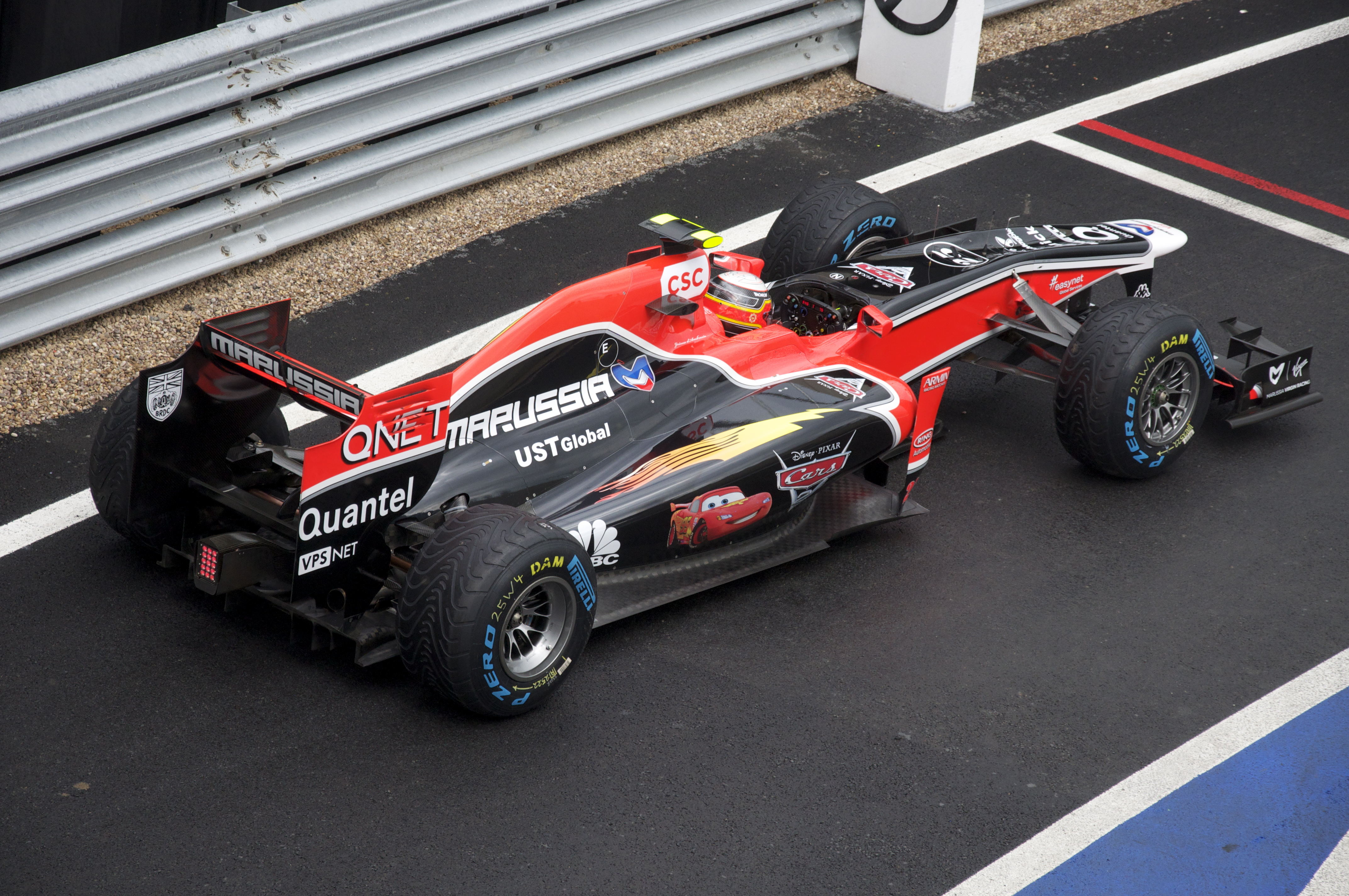
Jérôme d'Ambrosio pilote une monoplace avec une livrée spéciale Cars 2.

Les deux pilotes Marussia Virgin Racing rallient l'arrivée avec un retard de deux tours sur le vainqueur. Timo Glock, seizième, se montre satisfait et optimiste : « C'est une bonne course et un bon résultat pour l'équipe puisque les deux voitures sont à l'arrivée de leur Grand Prix national. Je dirais que c'était une course assez normale pour nous. […] Après qu'ils [les pilotes Lotus Racing] ont abandonné, ma course a été assez tranquille. Je n'avais plus la possibilité de progresser dans le classement et j'ai donc roulé sans forcer. Je me suis juste concentré pour atteindre notre objectif du jour qui était d'avoir les deux voitures à l'arrivée. Je suis content pour nous et j'espère que ce sera plus ou moins la même chose dans ma course à domicile en Allemagne dans deux semaines. ». Son coéquipier Jérôme d'Ambrosio, dix-septième, est sur la même longueur d'onde : « C'était très difficile en début de course lorsque la piste était mouillée et j'ai perdu beaucoup de temps pendant cette période. […] Ensuite cela s'est mieux passé pour moi. J'ai livré une belle bataille à Tonio [Liuzzi] et j'ai finalement réussi à le dépasser. En revanche, le dernier relais a été assez difficile. Pendant plusieurs tours je n'avais plus d'adhérence sur le train avant et j'ai été obligé de lever le pied afin d'être sûr d'aller jusqu'à l'arrivée. »

## Classements généraux à l'issue de la course
| Pos. | Pilote             | Écurie               | Points |
| ---- | ------------------ | -------------------- | ------ |
| 1    | Sebastian Vettel   | Red Bull-Renault     | 204    |
| 2    | Mark Webber        | Red Bull-Renault     | 124    |
| 3    | Fernando Alonso    | Ferrari              | 112    |
| 4    | Lewis Hamilton     | McLaren-Mercedes     | 109    |
| 5    | Jenson Button      | McLaren-Mercedes     | 109    |
| 6    | Felipe Massa       | Ferrari              | 52     |
| 7    | Nico Rosberg       | Mercedes             | 40     |
| 8    | Nick Heidfeld      | Renault              | 34     |
| 9    | Vitaly Petrov      | Renault              | 31     |
| 10   | Michael Schumacher | Mercedes             | 28     |
| 11   | Kamui Kobayashi    | Sauber-Ferrari       | 25     |
| 12   | Adrian Sutil       | Force India-Mercedes | 10     |
| 13   | Jaime Alguersuari  | Toro Rosso-Ferrari   | 9      |
| 14   | Sergio Pérez       | Sauber-Ferrari       | 8      |
| 15   | Sébastien Buemi    | Toro Rosso-Ferrari   | 8      |
| 16   | Rubens Barrichello | Williams-Cosworth    | 4      |
| 17   | Paul di Resta      | Force India-Mercedes | 2      |

| Pos. | Écurie               | Points |
| ---- | -------------------- | ------ |
| 1    | Red Bull-Renault     | 328    |
| 2    | McLaren-Mercedes     | 218    |
| 3    | Ferrari              | 164    |
| 4    | Mercedes Grand Prix  | 68     |
| 5    | Renault F1 Team      | 65     |
| 6    | Sauber-Ferrari       | 33     |
| 7    | Toro Rosso-Ferrari   | 17     |
| 8    | Force India-Mercedes | 12     |
| 9    | Williams-Cosworth    | 4      |

## Statistiques
Le Grand Prix de Grande-Bretagne 2011 représente :
- le 1er Grand Prix de sa carrière pour Daniel Ricciardo[103] ;
- la 8e pole position de sa carrière pour Mark Webber[104] ;
- la 27e victoire de sa carrière pour Fernando Alonso[105] ;
- la 216e victoire pour Ferrari en tant que constructeur[106] ;
- la 217e victoire pour Ferrari en tant que motoriste[107].

Au cours de ce Grand Prix :
- Lewis Hamilton passe la barre des 600 points inscrits en championnat du monde (605 points)[108] ;
- pour la première fois depuis le Grand Prix automobile d'Autriche 1977 et Alan Jones et Vern Schuppan, deux pilotes australiens sont présents sur la ligne de départ (Mark Webber et Daniel Ricciardo)[109],[110]